# Leipzig Essener Straße järnvägsstation
Leipzig Essener Straße är en järnvägsstation i Leipzig i Tyskland. Stationen öppnade för trafik 9 december 2018. Linje S2 och S6 på S-Bahn Mitteldeutschland trafikerar stationen. 

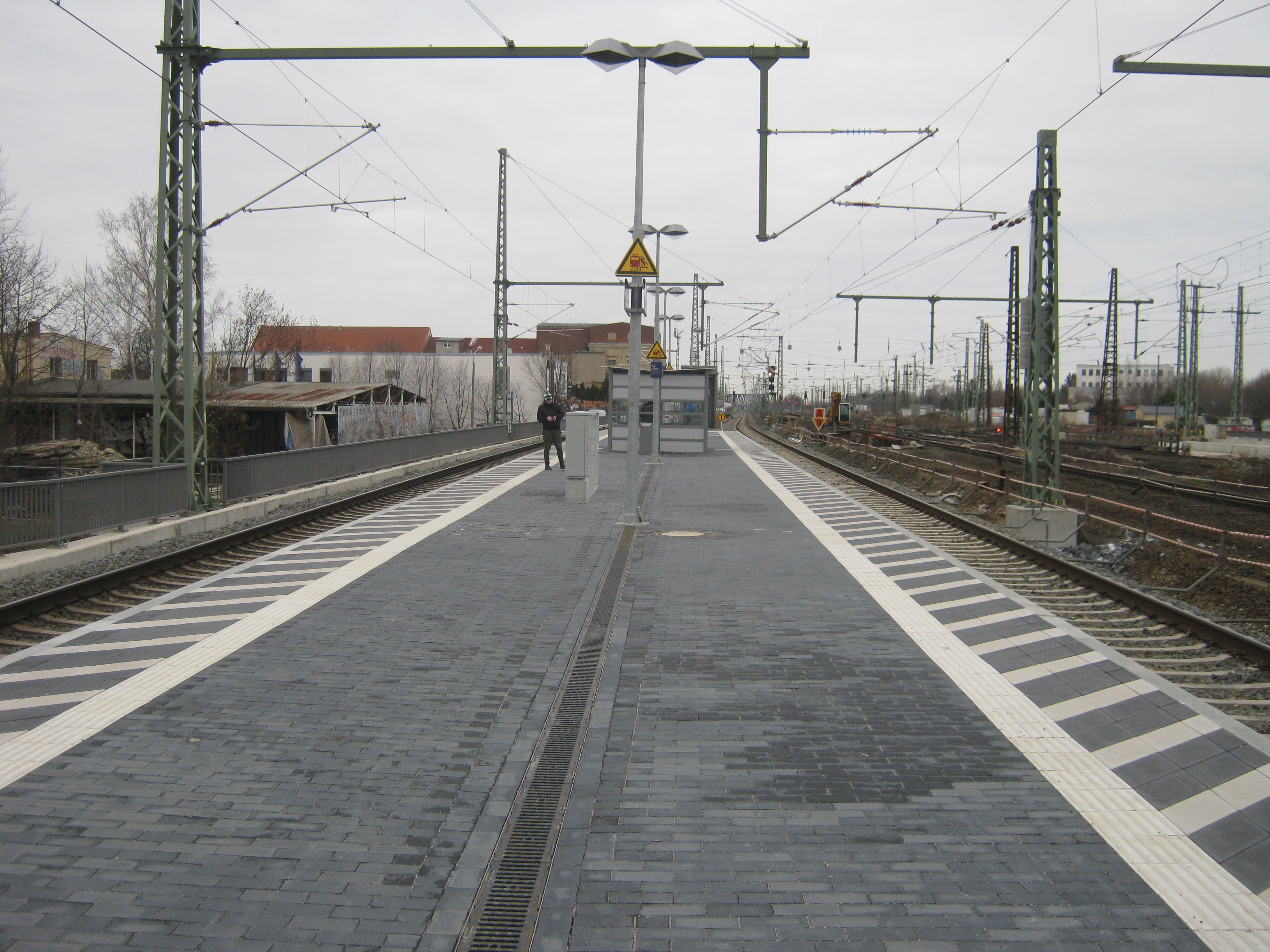
Leipzig Essener Straße